# Karl-Siegmund Litzmann

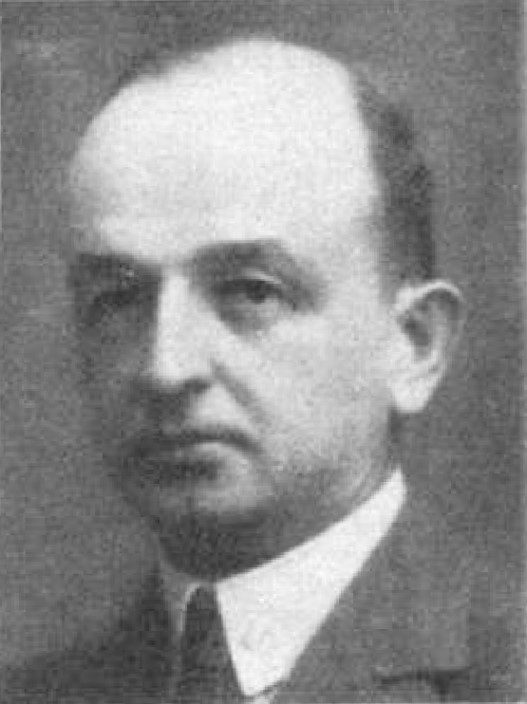
Karl-Siegmund Litzmann

Karl-Siegmund Hermann Julius Ottomar Litzmann  (* 1. August 1893 in Minden; † August 1945 in Kappeln) war während der deutschen Besetzung Generalkommissar für Estland im Reichskommissariat Ostland. Der SA-Obergruppenführer amtierte vom 5. Dezember 1941 bis 17. September 1944 in Reval. Karl-Siegmund Litzmann war ein Sohn des Generals der Infanterie Karl Litzmann sowie Onkel von Walter Lehweß-Litzmann.

## Leben

### Jugend und Erster Weltkrieg
Im Jahr 1905 besuchte Litzmann eine Kadettenanstalt und wurde 1911 zum Fahnenjunker ernannt. Im November 1913 erhielt er nach Abschluss des Offizierslehrgangs in Paderborn sein Patent zum Leutnant. Im November 1914 wurde Litzmann mit seinem Verband, dem Reserve-Infanterie-Regiment Nr. 261, im Kessel von Lodz eingeschlossen, welcher unter Truppenführung seines Vaters, des Generalleutnants Karl Litzmann an der Spitze der 3. Garde-Infanterie-Division, gesprengt wurde. Dieses Ereignis wendete die Kriegslage zugunsten der deutschen Seite. Litzmann wurde im weiteren Verlauf des Krieges dreimal schwer verwundet. Er erhielt beide Klassen des Eisernen Kreuzes sowie das Ritterkreuz des Königlichen Hausordens von Hohenzollern mit Schwertern.

### Weimarer Republik
1919 erhielt Litzmann bei dem Großgrundbesitzer Carl Wentzel in Teutschenthal bei Halle eine Ausbildung in landwirtschaftlicher Betriebsführung und übernahm 1921 die Verwaltung des Wentzelschen Gutes Althof-Didlacken bei Insterburg in Ostpreußen.
Zum 1. September 1929 trat er in die NSDAP ein (Mitgliedsnummer 168.167) und übernahm den SA-Aufbau in Ostpreußen. Ab 1930 wurde er mit dem Aufbau der späteren Reiter-SA beauftragt, die 1933 aus der Eingliederung verschiedener Teile der Pferdezuchtvereinen in die Sturmabteilung und deren Vereinigung mit den bis dahin berittenen SA-Einheiten, den SA-Reiterstürmen, entstand. Im Jahr 1931 wurde er zum SA-Standartenführer und SA-Führer Ostland (Ostpreußen und Danzig) ernannt.

### Drittes Reich
1932 zog Litzmann für die NSDAP in den Preußischen Landtag ein. Nach dessen Auflösung am 12. November 1933 wurde er ständiges Mitglied des Deutschen Reichstages.
Im Sommer 1934 entging Litzmann, inzwischen im Rang eines SA-Obergruppenführers, der Liquidierung der SA-Führungsspitze („Röhm-Putsch“) durch die SS.  Er hatte von Adolf Hitler die Order erhalten, sich von der Führungstagung der SA am 30. Juni 1934 fernzuhalten. Hitler wollte vermutlich dem von ihm sehr geschätzten General Karl Litzmann (Alterspräsident des Reichstages und Staatsrat) die Ermordung seines Sohnes ersparen.
Noch im Jahr 1934 erhielt Litzmann die Berufung zum „Reichsreiterführer“ und „Führer der obersten Behörden für Pferdezucht und -rennen“ nach Berlin. Erste Aufgaben waren der Bau der „Reichs-Reiterführer-Schule“ in Berlin-Zehlendorf und Vorbereitung der Equipe auf die Olympiade 1936. Um einen einheitlichen Ausbildungsstandard aller berittenen Einheiten der NS-Organisationen (Reiter-SA und Reiter-HJ sowie formal auch die Reiter-SS) zu gewährleisten, wurde im März 1936 das „Nationalsozialistische Reiterkorps“ aufgestellt, dem Litzmann als „Inspektor der SA-Reiterschulen“ vorstand. In dieser Funktion war er nur dem Stabschef der SA verantwortlich.

### Teilnahme am Zweiten Weltkrieg
1941 wurde die öffentlich geförderte Reitausbildung eingestellt, da diese für SA und die Wehrmacht nicht mehr relevant war. Litzmann wurde nun für andere Aufgaben frei und fand Verwendung als Generalkommissar für Estland. Dieses lag im Protektorat Ostland und hatte seinen Sitz in Reval. Aus Rücksichtnahme auf Litzmanns Frau wurde der estnischen Verwaltung nahegelegt, im Schriftverkehr durch Zuhilfenahme eines „e“ aus Litzmann Lietzmann zu machen, da „Litz“ (Lits) auf Estnisch „Schlampe“ bedeutet. Litzmann selbst unterzeichnete allerdings weiter mit der richtigen Schreibweise seines Namens.
Ab 1944 trat er als Offizier der Waffen-SS in Erscheinung. Es ist jedoch unklar, ob Litzmann dorthin abkommandiert wurde oder sich freiwillig gemeldet hatte. Er galt nach den Kämpfen in Ungarn und Tschechien im Frühjahr 1945 als verschollen.

### Tod
Litzmann tauchte im Mai 1945 unter falschem Namen in Kappeln (Schleswig-Holstein) bei seiner dort lebenden Schwester auf, starb dort aber unter ungeklärten Umständen bereits im August 1945. Im Frühjahr 1946 wurde der Familienbesitz in Neuglobsow am Stechlinsee im Rahmen der Bodenreform unter sowjetischer Besatzung enteignet.